# Бологая
Бологая (рум. Bologaia) — село у повіті Муреш в Румунії. Входить до складу комуни Погечауа.
Село розташоване на відстані 283 км на північний захід від Бухареста, 25 км на північний захід від Тиргу-Муреша, 52 км на схід від Клуж-Напоки.

## Населення
За даними перепису населення 2002 року у селі проживали 37 осіб, усі — румуни. Усі жителі села рідною мовою назвали румунську.